# Garcelle Beauvais
Garcelle Beauvais-Nilon, geboren als Garcelle Beauvais (Saint-Marc, 26 november 1966), is een Haïtiaans-Amerikaans actrice en voormalig model. Ze maakte in 1984 haar acteerdebuut met een naamloos rolletje in Miami Vice en in 1986 haar filmdebuut in Manhunter, eveneens als naamloos personage. Beauvais' omvangrijkste rollen zijn die in als Francesca 'Fancy' Monroe in The Jamie Foxx Show (100 afleveringen) en die als Valerie Heywood in NYPD Blue (81 afleveringen).

## Biografie
Beauvais is een dochter van een verpleegster en een advocaat. Ze heeft zes oudere broers en zussen. Na de scheiding van haar ouders vertrok Beauvais met haar moeder, broers en zussen naar Massachusetts. Terwijl haar moeder in de Verenigde Staten een opleiding in de verpleging volgde, ging Beauvais naar een kostschool. Op haar zestiende verhuisde haar familie naar Miami-Dade County in Florida. Zij ging naar school in North Miami Beach en in Norland.
Op haar zeventiende verhuisde Beauvais naar New York, waar zij een carrière als model wilde beginnen. Zij kreeg contracten bij Ford Models en Irene Marie Models uit Miami. Ze was model in advertenties voor tijdschriften van Avon Products, Mary Kay and Clairol. Ook was ze te zien in de catalogi van Neiman Marcus and Nordstrom. Ze verscheen in de tijdschriften Essence en Ebony. In augustus 2007 deed ze een naaktreportage voor Playboy. Ze liep modeshows voor Calvin Klein en Isaac Mizrahi.
Beauvais was van 1991 tot en met 2000 getrouwd en kreeg uit dat huwelijk een zoon. Uit haar tweede huwelijk van 2001 tot en met 2011 kreeg ze een tweeling.

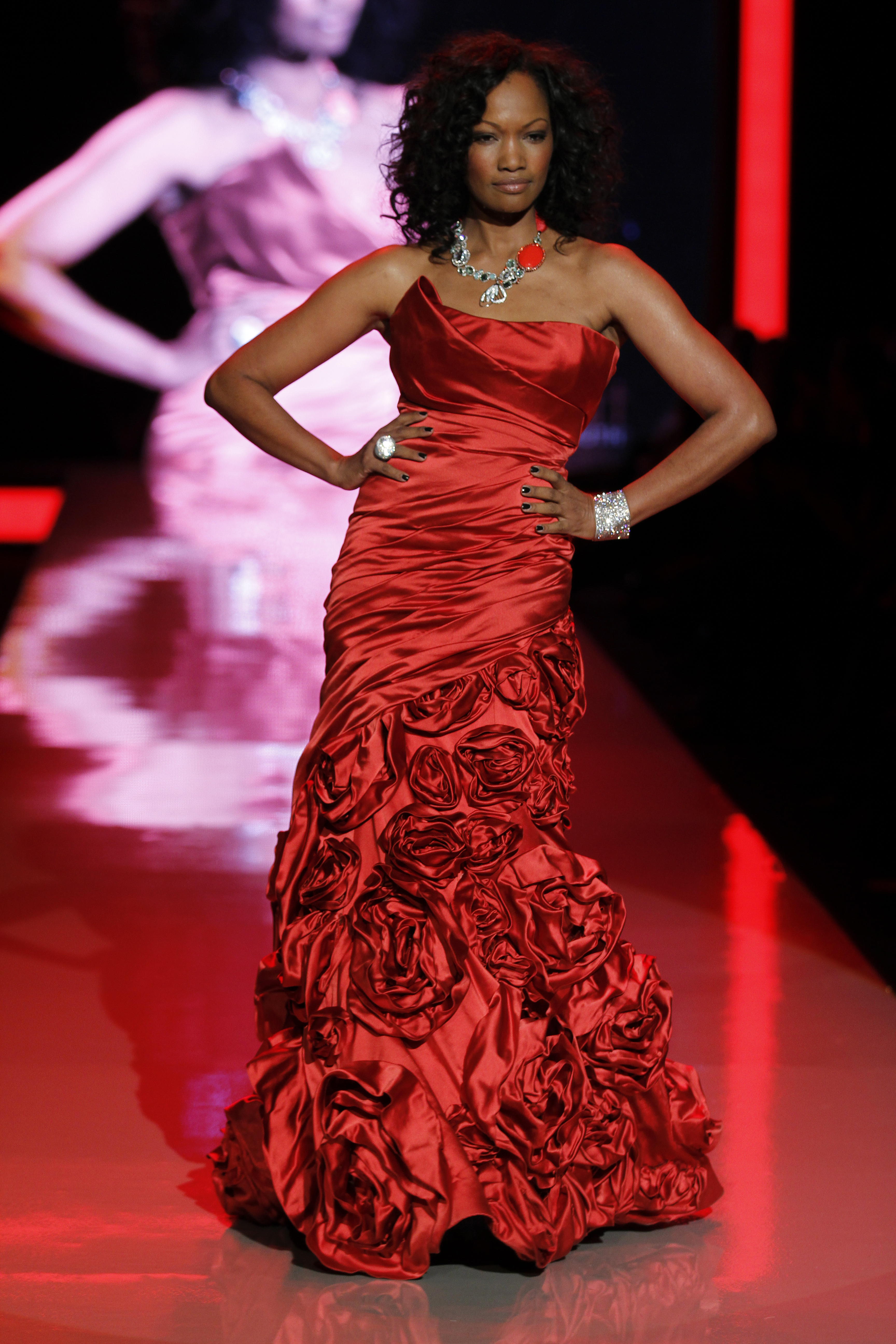
Garcelle Beauvais (2011)

## Filmografie
- Spider-Man: Homecoming (2017)
- Someone to Love (2013)
- White House Down (2013)
- Flight (2012)
- Women in Trouble (2009)
- The Cure (2007, televisiefilm)
- I Know Who Killed Me (2007)
- 10.5: Apocalypse (2006, televisiefilm)
- American Gun (2005)
- Barbershop 2: Back in Business (2004)
- Second String (2002, televisiefilm)
- Bad Company (2002)
- Double Take (2001)
- Wild Wild West (1999)
- Every Breath (1993)
- Coming to America (1988)
- Manhunter (1986)

## Televisieseries
*Exclusief eenmalige gastrollen
- Franklin & Bash - Hanna Linden (2011-2012, twintig afleveringen)
- Maneater - Suzee Saunders (2009, twee afleveringen - miniserie)
- Eyes - Nora Gage (2005-2007, twaalf afleveringen)
- NYPD Blue - Valerie Heywood (2001-2004, 84 afleveringen)
- The Jamie Foxx Show - Francesca 'Fancy' Monroe (1996-2001, 100 afleveringen)
- Opposite Sex - Maya Bradley (2000, zes afleveringen)
- Models Inc. - Cynthia Nichols (1994-1995, 25 afleveringen)

- International Standard Name Identifier: 0000 0000 4697 9075
- Library of Congress Control Number: no2009012328
- SNAC: w6rv56xr
- Système universitaire de documentation: 160674549
- Virtual International Authority File: 56446198
- WorldCat: E39PBJghk6BkrXWx84brjQPqQq